# 僕たちの歌
「僕たちの歌」（ぼくたちのうた）は、佐香智久の5枚目のシングル。2013年1月30日にSME Recordsから発売された。

## 概要
前作｢君恋カレンダー｣から約4ヶ月ぶりのリリースとなる2013年1作目のシングル。表題曲｢僕たちの歌｣はデビュー以来、2回目のアニメタイアップソングとなった。

## 収録曲
1. 僕たちの歌 [5:22]
作詞：Tomohisa Sako・Tomoyuki Ogawa、作曲：Tomoyuki Ogawa、編曲：Saku
  - テレビアニメ『絶園のテンペスト』エンディングテーマ
2. 月の裏側 [5:32]
作詞：Tomohisa Sako・Tomoyuki Ogawa、作曲：Tomoyuki Ogawa、編曲：Saku
3. 初恋 [5:53]
作詞・作曲：Tomohisa Sako、編曲：Sorao Mori
4. 僕たちの歌 (INSTRUMENTAL)
5. 月の裏側 (INSTRUMENTAL)
6. 初恋 (INSTRUMENTAL)